# ŽNK Mladost Ždralovi
ŽNK Mladost Ždralovi je ženski nogometni klub iz Bjelovarskog gradskog naselja Ždralovi.

## Povijest
Ženski nogometni klub Mladost Ždralovi osnovan je 2007. godine na inicijativu bivšeg trenera Vjekoslava Debeljaka. Prijašnji naziv kluba bio je ŽNK Koestlin Bjelovar.
Klub se trenutačno se natječe u 2. regionalnoj ženskoj hrvatskoj nogometnoj ligi.

## Poveznice
- Hrvatski nogometni savez